# Акюрейри (футбольный клуб)
«Акюрейри» (исл. Knattspyrnufélag Akureyrar) — исландский футбольный клуб из города Акюрейри, представляющий спортивное общество города (основанное 8 января 1928 года). Главным соперником является другой местный спортивный клуб — «Тоур». Клубные цвета — жёлтый и синий. Футбольная секция спортивного клуба (ИБА) была до 1974 года объединена с секцией «Тоура» также под названием ÍBA.

## Достижения
- Чемпион Исландии (1): 1989.